# Juan de Leiden
Juan de Leiden (nacido Johan Beukelszoon; 2 de febrero de 1509 - 22 de enero de 1536) fue un líder anabaptista holandés. En 1533 se trasladó a Münster, capital del Principado-Obispado de Münster, donde se convirtió en un profeta influyente, que transformó la ciudad en una milenarista teocracia anabaptista y se proclamó Rey de la Nueva Jerusalén en septiembre de 1534. La insurrección fue sofocada en junio de 1535 después de que el príncipe-obispo Franz von Waldeck sitiara la ciudad y capturara a Juan. Juan fue torturado hasta la muerte en el mercado central de la ciudad el 22 de enero de 1536, junto con Bernhard Knipperdolling y Bernhard Krechting.

## Vida

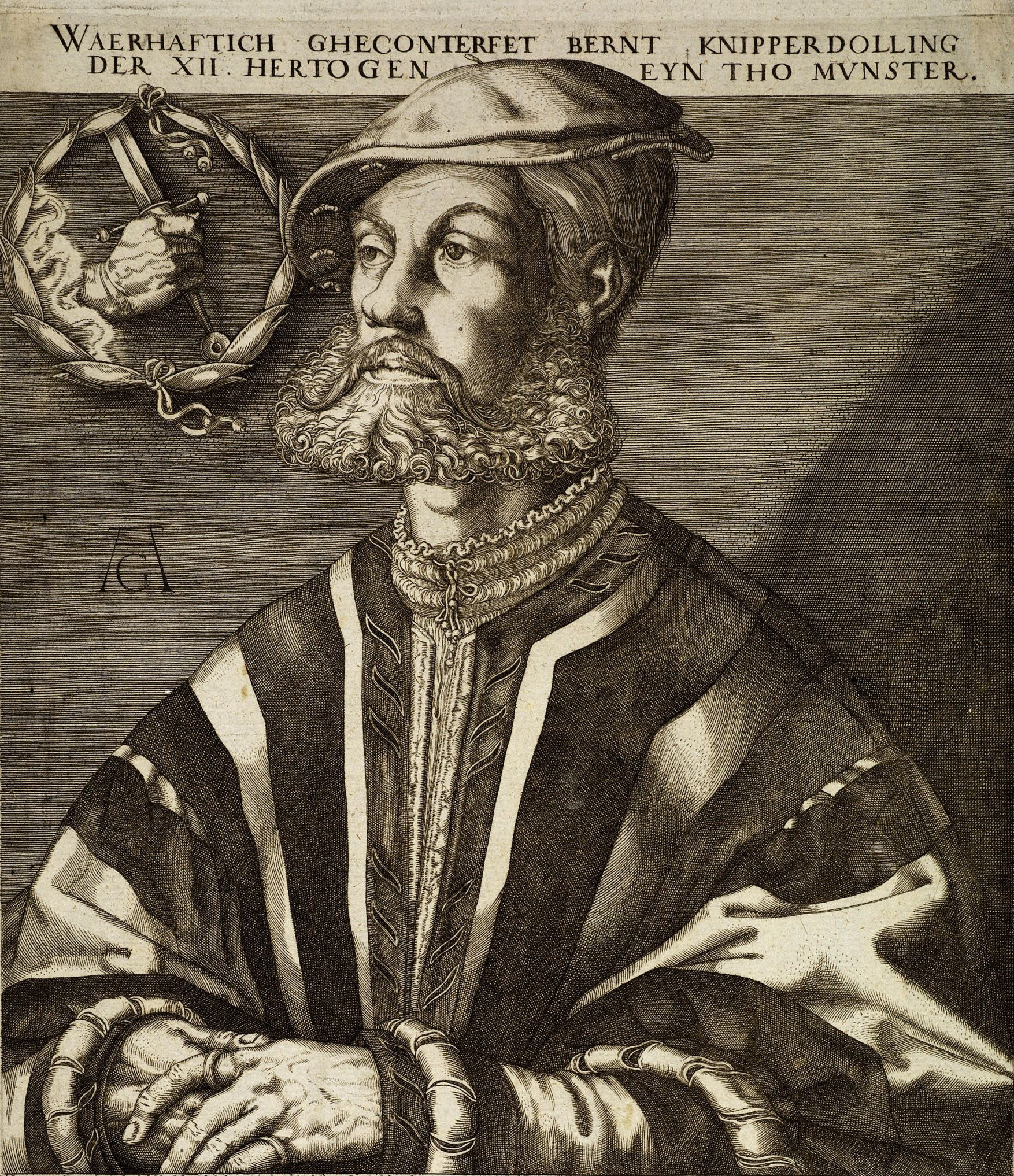
El virrey y ejecutado Bernhard Knipperdolling

Juan era hijo ilegítimo de un alcalde holandés y aprendiz de sastre. Nació en el pueblo de Zevenhoven, en el municipio de Nieuwkoop, situado en la provincia holandesa de Holanda Meridional. Criado en la pobreza, el joven Juan se convirtió en un líder carismático muy venerado por sus seguidores. Juan era anabaptista del ala violenta, en secreto al principio, pero más tarde llegó a ser un profeta reconocido de una secta que acabaría apoderándose de la ciudad alemana de Münster. Según su propio testimonio, se trasladó a Münster en 1533 porque había oído que allí había predicadores inspirados. Hizo una llamada a Jan Matthys, que lo había bautizado, para que viniera.
Tras su llegada, Matthys —reconocido como profeta— se volvió el principal líder de la ciudad. Matthys expulsó a todos los católicos de la ciudad poco después de su llegada y estableció una estructura comunal basada en los Evangelios. Proscribió el dinero y prohibió la propiedad privada. Un ejército apoyado por los católicos, al mando de Franz von Waldeck, príncipe-obispo de Münster, Osnabrück y Minden, sitió la ciudad de Münster tras la toma del poder por los anabaptistas. Matthys dirigió un asalto contra el asedio el Domingo de Pascua de 1534, pero murió muy pronto en el combate. Juan de Leiden se autoproclamó "rey de la Nueva Jerusalén", cargo que ocupó hasta su caída en junio de 1535.

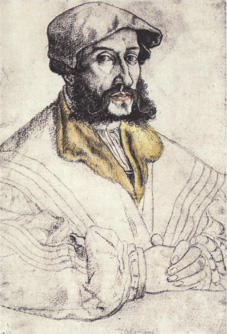
El "canciller" anabaptista Bernhard Krechting.

Juan de Leiden lideró a los anabaptistas durante el asedio. Al alcanzar el liderazgo, también asumió la posición de Matthys como profeta y finalmente estableció una Orden Real completa con una Corte Real y un traje real, hecho de las propiedades tomadas a los ciudadanos de Münster. Juan de Leiden haría muchas promesas a sus hambrientos súbditos en cuanto a la salvación del asedio y las próximas recompensas por su fiel lealtad. Esto, junto con su carisma, mantuvo segura su posición en la ciudad hasta la derrota final a manos del príncipe obispo. Su lema era: "Gottes macht is myn cracht"  (El poder de Dios es mi fuerza).

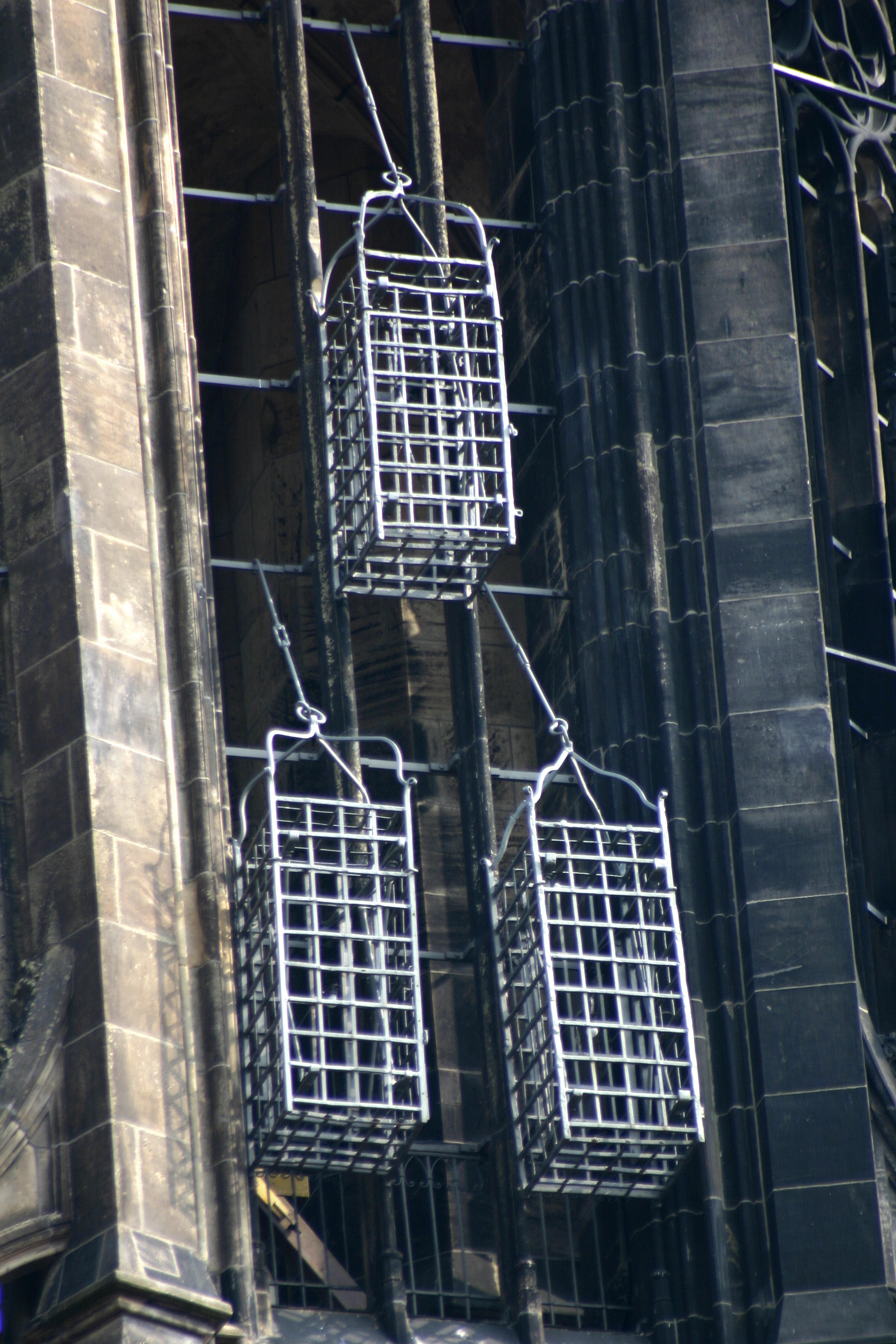
Patíbulos que contenían los cadáveres de los líderes de la Rebelión de Münster en el campanario de la iglesia de San Lamberto

El ejército de Münster fue derrotado en 1535 por el príncipe-obispo Franz von Waldeck. Juan de Leiden fue capturado tras haberlo encontrado en el sótano de una casa, de donde lo llevaron a un calabozo en Dülmen, y luego lo trajeron de vuelta a Münster. El 22 de enero de 1536, fue torturado y luego ejecutado junto con Bernhard Krechting y Bernhard Knipperdolling. Cada uno de los tres fue atado a un poste por un collar de púas de hierro y su cuerpo desgarrado con pinzas al rojo vivo durante una hora. 
Después de que Knipperdolling viera el proceso de tortura de Juan de Leiden, intentó suicidarse con el collar, utilizándolo para asfixiarse. Después, el verdugo lo ató a la hoguera para que no pudiera suicidarse. Tras la quema, se les arrancó la lengua con unas tenazas antes de matarles con una daga ardiente clavada en el corazón. Los cuerpos se colocaron en tres cestas de hierro,y se colgaron del campanario de la Iglesia de San Lamberto y los restos se dejaron pudrir. Unos cincuenta años después se retiraron los huesos, pero las cestas se conservan.

## Historiografía
La opinión convencional es que Juan de Leiden creó en Münster una teocracia. Dentro de sus leyes, la más conocida es aquella que establecía la poligamia. Algunas fuentes informan de que el propio Juan tuvo dieciséis esposas aparte de su "Reina" Divara van Haarlem, y que decapitó públicamente a una de sus esposas, Elisabeth Wandscherer, después de que se rebelara contra su autoridad. 
Karl Kautsky en su obra El comunismo en Europa Central en tiempos de la Reforma, señala que esta imagen de la Münster anabaptista se basa casi totalmente en relatos escritos por los enemigos de los anabaptistas, que buscaban justificar su sangrienta reconquista de la ciudad. Según este autor, un estudio crítico de las fuentes indica el énfasis de los anabaptistas en la igualdad social, la democracia directa y el comunalismo.

## En el proverbio, en el escenario y en la ficción
- El nombre de Juan aún perdura en neerlandés, en el dicho "zich met een Jan(tje) van Leiden van iets afmaken" (más o menos: "hacer un Juan de Leiden"), que significa "no poner demasiado esfuerzo (o ningún esfuerzo) en algo".
- Juan Leiden aparece en El desafortunado viajero (1594) de Thomas Nashe, cuyo héroe, Jack Wilton, describe satíricamente el asedio de Münster y la muerte de Leiden.
- La ópera Le prophète (1849) de Giacomo Meyerbeer tiene como héroe a Juan. Se trata de la toma de Münster (Actos III y IV), la coronación de Juan como elegido de Dios en la catedral (Acto IV), y su final se sitúa en el palacio de Juan en Münster.
- Juan aparece como apoderado de Hitler en la novela antinazi de Friedrich Reck-Malleczewen de 1937, Bockelson: Geschichte eines Massenwahns ("Bockelson: Historia de una locura colectiva").
- Juan de Leiden aparece en la novela de Peter Vansittart de 1962 publicada como The Siege en EE. UU. y como Friends of God en el Reino Unido.
- Juan (como Jan Bockelson) es uno de los principales protagonistas de la obra de teatro de 1967 Die Wiedertäufer, de Friedrich Dürrenmatt, y de la ópera de 1985 Behold the Sun, de Alexander Goehr.
- Juan de Leiden aparece en la novela L'Œuvre au noir' o El abismo de Marguerite Yourcenar, de 1968, en la que Yourcenar mezcla personajes ficticios y reales, describiendo toda la Rebelión de Münster y su caída. El pasaje ocupa un breve capítulo.
- El drama de la televisión alemana de 1993 König der letzten Tage sobre Leiden cuenta con Christoph Waltz como Jan Beuckelszoon y Mario Adorf como el obispo von Waldeck.
- Juan también aparece en la novela de Luther Blissett's, Q.
- Juan (Jan) de Leiden es el personaje central de la novela de Anita Mason de 2003 Perfección.
- Juan es un personaje central en la novela de Antonio Orejudo de 2005, Reconstrucción.
- Juan es mencionado en la novela de Hilary Mantel de 2009 Wolf Hall, donde se refieren a él como Bockelson.
- Juan es un personaje central en la novela de Jonathon Rainbow de 2010, Habla con ella amablemente,[5] una novela de ficción histórica ambientada durante los acontecimientos de la Rebelión de Munster.
- El protagonista de la novela de Richard Powers de 2014 Orfeo compone una ópera con Juan de Leiden como protagonista.

## Lecturas complementarias
- El rey sastre: The Rise and Fall of the Anabaptist Kingdom of Münster, de Anthony Arthur, ISBN 0-312-26783-5
- La búsqueda del milenio, de Norman Cohn, ISBN 978-0195004564